# Pappina
Pappina es un género de foraminífero bentónico de la familia Pappinidae, de la superfamilia Buliminoidea, del suborden Buliminina y del orden Buliminida. Su especie tipo es Uvigerina neudorfensis. Su rango cronoestratigráfico abarca desde el Mioceno hasta el Plioceno.

## Discusión
Clasificaciones previas incluían Pappina en el suborden Rotaliina del orden Rotaliida.

## Clasificación
Pappina incluye a las siguientes especies:
- Pappina bononiensis †
  - Pappina bononiensis compressa †
  - Pappina bononiensis primiformis †
- Pappina breviformis †
- Pappina gaudryinoides †
  - Pappina gaudryinoides arquatensis †
- Pappina neudorfensis †
- Pappina parkeri †
  - Pappina parkeri breviformis †